# Котбус
Ко́тбус (нім. Cottbus [ˈkɔtbʊs]) або Хосебуз (н.-луж. Chóśebuz [ˈχɛɕɛbus] або [ˈχɨɕɛbus], в.-луж. Choćebuz [ˈkʰɔt͡ʃɛbus]) — місто на сході Німеччини. Друге за величиною місто землі Бранденбург після Потсдама. Станом на 31 грудня 2008 року населення становило 101,8 тисяч осіб.

## Географія
Розташований за 125 км на південний схід від Берліна на річці Шпрее.

### Клімат
Місто знаходиться у зоні, котра характеризується морським кліматом. Найтепліший місяць — липень із середньою температурою 18.9 °C (66 °F). Найхолодніший місяць — лютий, із середньою температурою -1.7 °С (29 °F).
| Клімат Котбуса          | Клімат Котбуса | Клімат Котбуса | Клімат Котбуса | Клімат Котбуса | Клімат Котбуса | Клімат Котбуса | Клімат Котбуса | Клімат Котбуса | Клімат Котбуса | Клімат Котбуса | Клімат Котбуса | Клімат Котбуса | Клімат Котбуса |
| Показник                | Січ.           | Лют.           | Бер.           | Квіт.          | Трав.          | Черв.          | Лип.           | Серп.          | Вер.           | Жовт.          | Лист.          | Груд.          | Рік            |
| Абсолютний максимум, °C | 13             | 17             | 21             | 28             | 32             | 33             | 37             | 35             | 32             | 23             | 17             | 15             | 37             |
| Середній максимум, °C   | 1              | 1              | 7              | 13             | 18             | 22             | 23             | 23             | 19             | 13             | 6              | 3              | 13             |
| Середня температура, °C | 0              | −1             | 3              | 8              | 12             | 16             | 18             | 17             | 14             | 9              | 3              | 1              | 9              |
| Середній мінімум, °C    | −2             | −4             | 0              | 3              | 7              | 11             | 13             | 12             | 9              | 6              | 1              | 0              | 5              |
| Абсолютний мінімум, °C  | −20            | −26            | −13            | −6             | −2             | 5              | 7              | 5              | −2             | −2             | −8             | −10            | −26            |
| Норма опадів, мм        | 30             | 20             | 20             | 40             | 30             | 40             | 110            | 60             | 50             | 40             | 30             | 40             | 580            |
| Днів з дощем            | 4              | 4              | 3              | 5              | 4              | 6              | 8              | 5              | 4              | 6              | 4              | 6              | 62             |
| Вологість повітря, %    | 84             | 83             | 76             | 73             | 68             | 68             | 72             | 74             | 78             | 83             | 86             | 87             | 78             |
| ----------------------- | -------------- | -------------- | -------------- | -------------- | -------------- | -------------- | -------------- | -------------- | -------------- | -------------- | -------------- | -------------- | -------------- |
| Джерело: Weatherbase    |                |                |                |                |                |                |                |                |                |                |                |                |                |

## Транспорт
У місті діє трамвайна мережа.

## Слов'яни
Біля Котбуса живе слов'яномовний народ лужицькі серби або сорби, що розмовляють сорбськими мовами (верхньолужицька та нижньолужицька). Історична назва місця розселення сорбів — Лужиця. Всього проживає до 40 000 сорбів.
У місті розташована штаб-квартира регіональної партії Лужицький альянс.

## Міста-побратими
| Місто         | Країна          | Рік угоди |
| ------------- | --------------- | --------- |
| Монтрей       | Франція         | 1959      |
| Гроссето      | Італія          | 1967      |
| Липецьк       | Росія           | 1974      |
| Зелена Гура   | Польща          | 1975      |
| Тирговиште    | Болгарія        | 1975      |
| Кошиці        | Словаччина      | 1978      |
| Саарбрюкен    | Німеччина       | 1987      |
| Гельзенкірхен | Німеччина       | 1995      |
| Ньюнітон      | Велика Британія | 1999      |

## Відомі люди
Тут народився Юрген Гош, німецький театральний режисер.

## Вища освіта

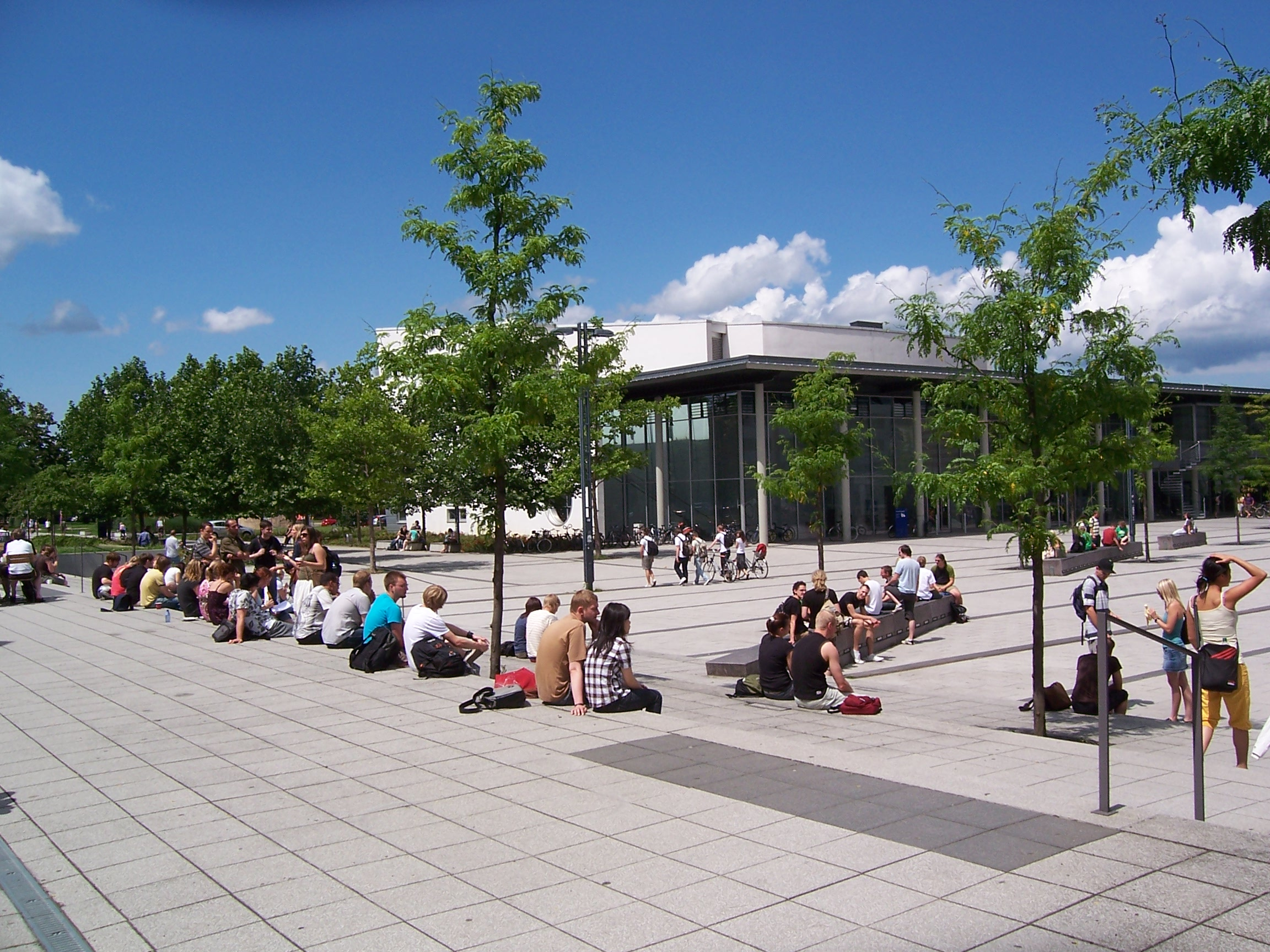
Форум БТУ Котбус-Зенфтенберг 2

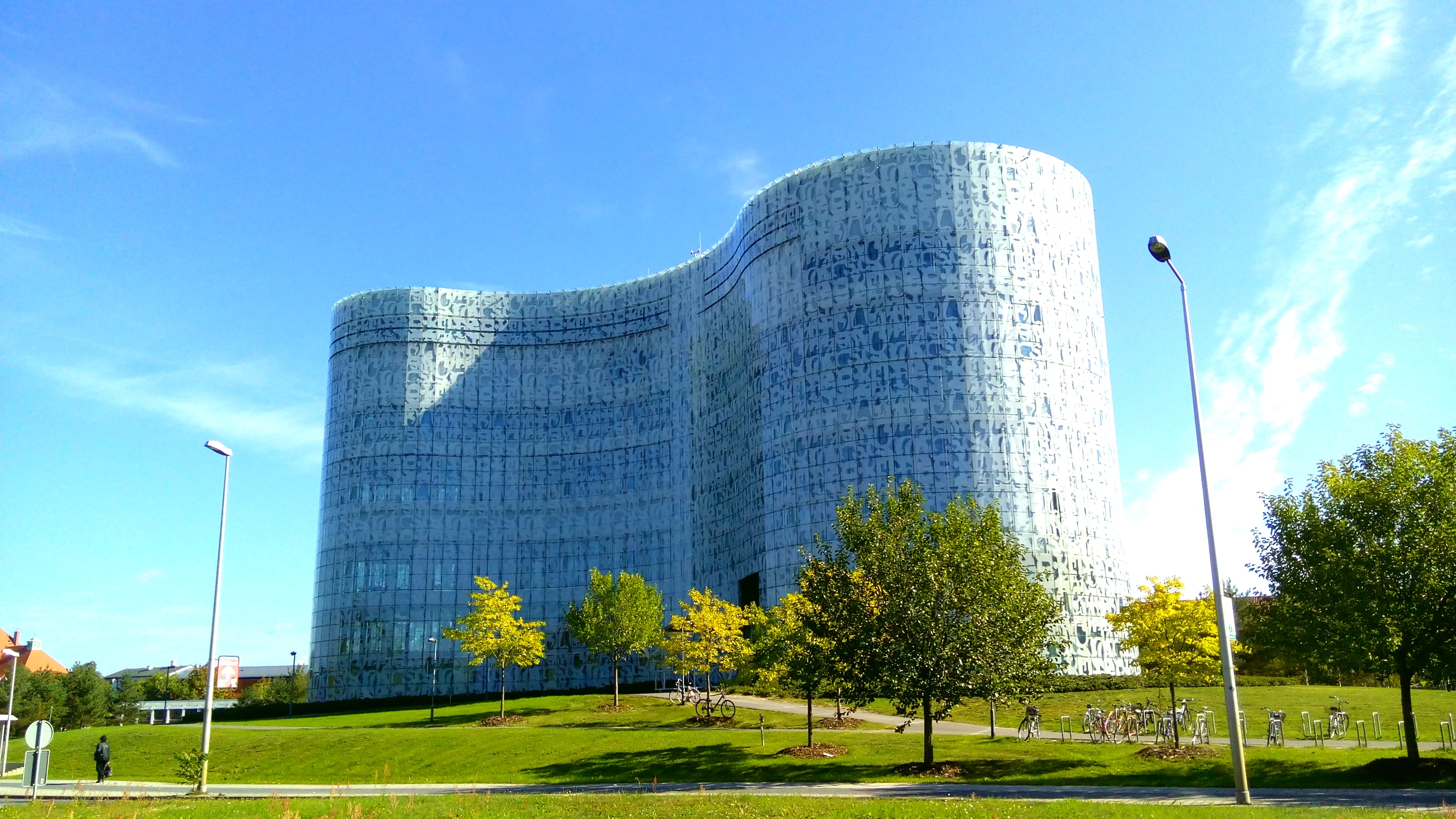
Університетська Бібліотека

В місті діє Бранденбурзький Технічний Університет Котбус-Зенфтенберг, заснований 1991 року та налічує станом на 2022 рік близько 6800 студентів, з яких приблизно 2450 це іноземці. Найчисельніші групи студентів є з Індії, Бангладешу, Ірану та Китаю. Загалом тут налічується близько 100 різних націй.
Університет спеціалізується на технічних фахах, як, наприклад, кібербезпека, але також пропонуються спеціальності з музики та медицини. В БТУ була відкрита перша у світі спеціальність за фахом Всесвітня Спадщина, яка вивчає збереження та управління природними та культурними об'єктами, а також роль таких міжнародних організацій як ЮНЕСКО, ООН, ІКОМОС в збереженні цих об'єктів.
Місцевою пам'яткою та популярним серед студентів місцем є Університетська Бібліотека.

## Культура
1994 року у місті було відкрито Вендський музей, як центральний музей історії та культури народу вендів (лужичан) у Нижній Лужиці. Його колекція започаткована 1908 року, коли в міському музеї було зібрано експонати, котрі розповідали про вендів.

## Посилання

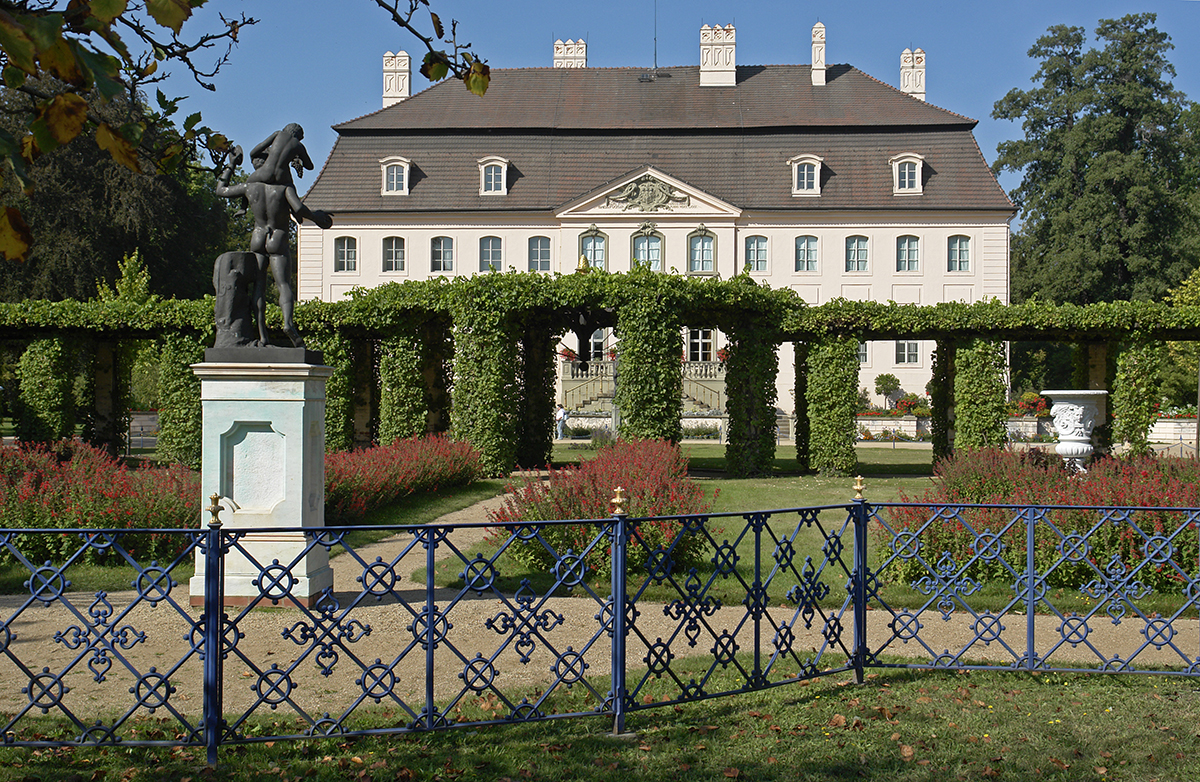
Палац Браниць, Котбус